# 日出處
《日出處》（日出処，Hi Izuru Tokoro/SUNNY）是日本音樂家椎名林檎的第五張專輯，由Virgin Music／環球音樂於2014年11月5日發行。在跨業合作部分，歌曲‘痛痛飛走了’更成為三洋電機au手機‘au isai’廣告主題曲。初回限定為「硬面精裝書包裝＆特典DVD或Blu-ray封入」。台壓盤亦以日本版同樣配置，發售初回B版(DVD版)。
在專輯銷售成績方面，本張專輯在日本Oricon銷售榜上最高位居單週第3名，名列2014年年度銷售榜第65位、2015年年度銷售榜第169位。在銷售認證上，專輯《日出處》銷售突破10萬張，在2014年11月通過日本唱片協會認定為金唱片。

## 專輯概要
《日出處》是椎名林檎繼2009年發行《三文八卦》後，睽違五年的原創專輯，也是繼2014年發行翻唱專輯《逆輸入～港灣局～》以來，睽違一年的作品。本張專輯收錄先前發售的單曲《滿滿的財富》、《康乃馨》、《色彩詠唱／孤獨的破曉》及《NIPPON》的A面歌曲，單曲的B面歌曲並沒有收錄在本張專輯中，而2013年發表的數位下載歌曲《自由嚮導》也一併收錄在專輯中。
最後，在專輯銷售成績方面，專輯在發行當週以4.2萬張的銷售量在日本Oricon銷售榜上位居第3名，總計在Oriocn銷售榜上榜38週，累積銷售達10.4萬張，名列2014年年銷售榜第65位、2015年年度銷售榜第169位。同時，專輯銷售突破10萬張，在2014年11月通過日本唱片協會認定為金唱片。

### 對稱美學
在這張專輯中，椎名林檎也不忘發揚其對稱之美。歌曲以第七首歌曲「今」為中心，依字數對稱外，除了第七首外的歌曲，都剛好是七個字，時間則是剛剛好的「5Ｏ:口5」。
| 01. | 13. |
| 02. | 12. |
| 03. | 11. |
| 04. | 10. |
| 05. | 09. |
| 06. | 08. |
| 07. |     |
|     |     |

### 獲獎紀錄
FM FESTIVAL～LIFE MUSIC AWARD 2009
- （2009）－BEST LYRIC OF LIFE－《滿滿的財富》（提名）

MTV日本音樂錄影帶大獎
- （2014）－BEST FEMALE VIDEO－《色彩詠唱》（提名）

The SPACE SHOWER MUSIC VIDEO AWARDS
- （2014）－BEST VIDEO－《色彩詠唱》（提名）
- （2015）－BEST VIDEO－《一成不變的女人》（提名）

CD SHOP AWARDS
- （2015）－BEST ALBUM－椎名林檎《日出處》（提名）

### 跨業合作
- 「滿滿的財富」

（TBS電視台）戲劇‘Smile’的主題曲
- 「康乃馨」

（日本放送協會）戲劇‘糸子的洋裝店’的主題曲
- 「自由嚮導」

（TBS電視台）戲劇‘自閉天才ATARU’的主題曲
- 「色彩詠唱」

（富士電視台）戲劇‘鴨去京都’的主題曲
- 「孤獨的破曉」

（NHK教育台）節目‘SWITCH 達人訪談’的主題曲
- 「NIPPON」

（日本放送協會）節目‘2014年世界盃足球賽’的主題曲
- 「痛痛飛走了」

（三洋電機）au手機‘au isai’廣告主題曲

### 先行發售單曲
- 滿滿的財富（2009年5月27日，單曲）
(日本) Oricon單曲週銷售排行榜：#3[19]
(日本) Oricon單曲2009年銷售排行榜：#79[20]
(日本) RIAJ(單曲銷售)：金唱片[21]
(日本) RIAJ(手機數位下載)：金唱片[22]
(日本) RIAJ(電腦數位下載)：金唱片[23]
- 康乃馨（2011年11月2日，單曲）
(日本) Oricon單曲週銷售排行榜：#5[24]
(日本) Oricon單曲2011年銷售排行榜：#233[25]
- 自由嚮導（2012年4月15日，數位下載）
(日本) iTunes Store週銷售排行榜：#1
(日本) iTunes Store2012年銷售排行榜：#1[26]
(日本) RIAJ(數位下載)：金唱片[27]
- 色彩詠唱／孤獨的破曉（2013年5月27日，單曲）
(日本) Oricon單曲週銷售排行榜：#8[28]
(日本) Oricon單曲2013年銷售排行榜：#289
- NIPPON（2014年6月11日，單曲）
(日本) Oricon單曲週銷售排行榜：#9[29]
(日本) Oricon單曲2014年銷售排行榜：#275[30]
(日本) RIAJ(數位下載)：金唱片[31]

## 曲目
| CD       | CD                                 | CD                 | CD    |
| 曲序     | 曲目                               | 编曲               | 时长  |
| -------- | ---------------------------------- | ------------------ | ----- |
| 1.       | 靜默的反擊                         | 椎名林檎、村田陽一 | 4:03  |
| 2.       | 自由嚮導                           | 椎名林檎           | 3:33  |
| 3.       | 奔跑吧之歌                         | 椎名林檎           | 4:16  |
| 4.       | 越過赤道                           | 椎名林檎、村田陽一 | 3:33  |
| 5.       | 乘著JL005班機                      | 椎名林檎、齋藤毅   | 4:17  |
| 6.       | 痛痛飛走了                         | 村田陽一           | 3:14  |
| 7.       | 此刻                               | 椎名林檎、齋藤毅   | 4:14  |
| 8.       | 色彩詠唱                           | 椎名林檎、齋藤毅   | 3:19  |
| 9.       | 一成不變的女人                     | 椎名林檎           | 4:09  |
| 10.      | 康乃馨                             | 齋藤毅             | 3:00  |
| 11.      | 孤獨的破曉（信貓版；作詞：渡邊綾） | 椎名林檎、齋藤毅   | 2:49  |
| 12.      | NIPPON                             | 椎名林檎、齋藤毅   | 3:54  |
| 13.      | 滿滿的財富                         | 今道友隆           | 5:41  |
| 总时长： | 总时长：                           | 总时长：           | 50:05 |

| DVD/Blu-ray | DVD/Blu-ray    | DVD/Blu-ray | DVD/Blu-ray |
| 曲序        | 曲目           | 導演        | 时长        |
| ----------- | -------------- | ----------- | ----------- |
| 1.          | 一成不變的女人 | 兒玉裕一    | 4:30        |
| 2.          | 色彩詠唱       | 兒玉裕一    | 3:28        |
| 3.          | 康乃馨         | 兒玉裕一    | 3:13        |
| 4.          | NIPPON         | 兒玉裕一    | 4:11        |
| 5.          | 自由嚮導       | 大關泰幸    | 3:35        |
| 6.          | 滿滿的財富     | 兒玉裕一    | 5:52        |

### 曲目介紹
1. 靜默的反擊（日語：静かなる逆襲）
「果物的部屋」的重新填詞版
椎名林檎在18歲出道前於業餘組合中創作的曲目[32]。此曲曾於1999年的《校舍高潮》中演唱過。
2. 自由嚮導（日語：自由へ道連れ）
3. 奔跑吧之歌（日語：走れゎナンバー）
在《日出處》發行前一週先行配信。東京事變的一期成員H是都M參與彈奏此曲[33]。
4. 越過赤道（日語：赤道を越えたら）
5. 乘著JL005班機（日語：JL005便で）
6. 痛痛飛走了（日語：ちちんぷいぷい）
7. 此刻
此曲曾於2013年的《黨大會 平成二十五年神山町大會》中演唱過英文歌詞版本。
8. 色彩詠唱（日語：いろはにほへと）
9. 一成不變的女人（日語：ありきたりな女）
10. 康乃馨（日語：カーネーション）
11. 孤獨的破曉 (信貓版)（日語：孤独のあかつき(信猫版)）
12. NIPPON
13. 滿滿的財富（日語：ありあまる富）

## 演出人員及後製
| 静かなる逆襲 自由へ道連れ 走れゎナンバー 赤道を越えたら JL005便で ちちんぷいぷい 今 SOIL&"PIMP"SESSIONS | いろはにほへと ありきたりな女 カーネーション 孤独のあかつき（信猫版） NIPPON ありあまる富 |

## 銷售排行

### Oricon 銷售榜(日本)
《日出處》於11月5日發行專輯。發行首週，在日本公信榜Oricon的專輯榜2014年11月第1週付的榜單中以42,638張銷售量居單週第五名，同禮拜銷售冠軍為銷售突破29.4萬張的男子組合關西傑尼斯8的第七張專輯《關西傑尼斯主義》。第二週則以銷售量12,495張居單周第十位，同禮拜銷售冠軍為女歌手西野加奈的第五張專輯《with LOVE》。總計在日本公信榜Oricon的專輯榜上榜36週，累積銷售達10.0萬張，名列2014年年銷售榜第65位、2015年年度銷售榜第169位。。
| 名稱                 | Oricon銷售榜 | 初登場 | 初登場 | 最高  | 最高   | 總銷售量 | 累積上榜次數 |
| 名稱                 | Oricon銷售榜 | 排 行  | 銷售量 | 排 行 | 銷售量 | 總銷售量 | 累積上榜次數 |
| -------------------- | ------------ | ------ | ------ | ----- | ------ | -------- | ------------ |
| 2014年11月5日 日出處 | 週銷售排行榜 | #3     | 42,638 | #3    | 42,638 | 100,428  | 38週         |
| 2014年11月5日 日出處 | 月銷售排行榜 | #7     | 67,552 | #7    | 67,552 | 100,428  | 38週         |
| 2014年11月5日 日出處 | 年銷售排行榜 | #65    | 71,322 | #65   | 71,322 | 100,428  | 38週         |

### 其他銷售榜
| 排行榜名稱                                      | 最高排名 |
| ----------------------------------------------- | -------- |
| (日本) Soundscan：CD Album Top 20               | #7       |
| (日本) J-WAVE：Tokio Hot 100                    | #4       |
| (日本) J-WAVE：Tokio Hot 100(奔跑吧之歌) (年榜) | #73      |
| (日本) 告示牌百強專輯銷售榜 (年榜)              | #62      |
| (日本) iTunes Store銷售榜                       | #1       |
| (台灣) G-Music：東洋榜                          | #6       |
| (台灣) 五大唱片：日韓榜                         | #6       |

### 銷售認證
| 認證單位              | 銷量             |
| --------------------- | ---------------- |
| (日本) RIAJ：專輯銷售 | 金唱片 (100,000) |

## 發行歷史
| 國家 | 發行日期       | 發行形式                | 唱片公司               | 商品編號   |
| ---- | -------------- | ----------------------- | ---------------------- | ---------- |
| 日本 | 2014年11月5日  | 通常盤                  | Virgin Music／環球音樂 | TYCT-60053 |
| 日本 | 2014年11月5日  | 初回限定盤A (+Blu-ray)  | Virgin Music／環球音樂 | TYCT-69069 |
| 日本 | 2014年11月5日  | 初回限定盤B (+DVD)      | Virgin Music／環球音樂 | TYCT-69070 |
| 台灣 | 2014年11月5日  | 線上下載                | Virgin Music／環球音樂 | -          |
| 台灣 | 2014年11月7日  | 台壓豪華初回盤 (CD+DVD) | 台灣環球音樂           | 0652315    |
| 香港 | 2014年11月17日 | 通常盤 (+明信片)        | 香港環球音樂           | 0652318    |

## 宣傳行程
| 類型 | 日期       | 名稱                        |
| ---- | ---------- | --------------------------- |
| 電視 | 2014/10/24 | 【朝日電視台】MUSIC STATION |

## 脚注